# Presika (Ljutomer, Slovenija)
Presika je naselje u slovenskoj Općini Ljutomeru. Presika se nalazi u pokrajini Štajerskoj i statističkoj regiji Pomurju. 

## Stanovništvo
Prema popisu stanovništva iz 2002. godine naselje je imalo 151 stanovnika.